# 第53回ゴールデングローブ賞
53rd Golden Globe Awards

1996年1月21日
映画賞（ドラマ部門）: 

 いつか晴れた日に 
映画賞（ミュージカル・コメディ部門）: 

 ベイブ 
テレビシリーズ賞（ドラマ部門）: 

 サンフランシスコの空の下 
テレビシリーズ賞（ミュージカル・コメディ部門）: 

 Cybill 
第53回ゴールデングローブ賞（だい53かいゴールデングローブしょう）は、1995年の映画とテレビ番組を対象としており、1996年1月21日に発表された。

## 受賞とノミネート一覧

### 映画

#### 主演男優賞（ドラマ部門）
- ニコラス・ケイジ - 『リービング・ラスベガス』
  - リチャード・ドレイファス - 『陽のあたる教室』
  - アンソニー・ホプキンス - 『ニクソン』
  - イアン・マッケラン - 『リチャード三世』
  - ショーン・ペン - 『デッドマン・ウォーキング』

#### 主演男優賞（ミュージカル・コメディ部門）
- ジョン・トラボルタ - 『ゲット・ショーティ』
  - マイケル・ダグラス - 『アメリカン・プレジデント』
  - ハリソン・フォード - 『サブリナ』
  - スティーヴ・マーティン - 『花嫁のパパ2』
  - パトリック・スウェイジ - 『3人のエンジェル』

#### 主演女優賞（ドラマ部門）
- シャロン・ストーン - 『カジノ』 
  - スーザン・サランドン - 『デッドマン・ウォーキング』
  - エリザベス・シュー - 『リービング・ラスベガス』
  - メリル・ストリープ - 『マディソン郡の橋』
  - エマ・トンプソン - 『いつか晴れた日に』

#### 主演女優賞（ミュージカル・コメディ部門）
- ニコール・キッドマン - 『誘う女』
  - アネット・ベニング - 『アメリカン・プレジデント』
  - サンドラ・ブロック - 『あなたが寝てる間に…』
  - トニ・コレット - 『ミュリエルの結婚』
  - ヴァネッサ・レッドグレイヴ - 『湖畔のひと月』

#### 監督賞
- メル・ギブソン - 『ブレイブハート』
  - マイク・フィギス - 『リービング・ラスベガス』
  - ロン・ハワード - 『アポロ13』
  - アン・リー - 『いつか晴れた日に』
  - ロブ・ライナー - 『アメリカン・プレジデント』
  - マーティン・スコセッシ - 『カジノ』

#### 作品賞（ドラマ部門）
- 『いつか晴れた日に』
  - 『アポロ13』
  - 『ブレイブハート』
  - 『マディソン郡の橋』
  - 『リービング・ラスベガス』

#### 作品賞（ミュージカル・コメディ部門）
- 『ベイブ』
  - 『ゲット・ショーティ』
  - 『サブリナ』
  - 『アメリカン・プレジデント』
  - 『トイ・ストーリー』

#### 外国語映画賞
- 『レ・ミゼラブル』 -  フランス
  - Schlafes Bruder -  ドイツ
  - 『彼女の彼は、彼女』 -  フランス
  - Come due coccodrilli -  イタリア
  - 『上海ルージュ』 -  中国

#### 作曲賞
- 『雲の中で散歩』 - モーリス・ジャール
  - 『ブレイブハート』 - ジェームズ・ホーナー
  - 『ドンファン』 - マイケル・ケイメン
  - 『ポカホンタス』 - アラン・メンケン
  - 『いつか晴れた日に』 - パトリック・ドイル

#### 歌曲賞
- "Colors of the Wind" - ヴァネッサ・ウィリアムス - 『ポカホンタス』 
  - "Have You Ever Really Loved a Woman?" - ブライアン・アダムス - 『ドンファン』
  - "Hold Me, Thrill Me, Kiss Me, Kill Me" - U2 - 『バットマン フォーエヴァー』
  - "Moonlight" - 『サブリナ』
  - 「君はともだち」 - ランディ・ニューマン - 『トイ・ストーリー』

#### 脚本賞
- 『いつか晴れた日に』 - エマ・トンプソン
  - 『アメリカン・プレジデント』 - アーロン・ソーキン
  - 『ブレイブハート』 - ランダル・ウォレス
  - 『デッドマン・ウォーキング』 - ティム・ロビンス
  - 『ゲット・ショーティ』 - スコット・フランク
  - 『陽のあたる教室』 - パトリック・シーン・ダンカン

#### 助演男優賞
- ブラッド・ピット - 『12モンキーズ』
  - エド・ハリス - 『アポロ13』
  - ジョン・レグイザモ - 『3人のエンジェル』
  - ティム・ロス - 『ロブ・ロイ/ロマンに生きた男』
  - ケヴィン・スペイシー - 『ユージュアル・サスペクツ』

#### 助演女優賞
- ミラ・ソルヴィノ - 『誘惑のアフロディーテ』
  - アンジェリカ・ヒューストン - 『クロッシング・ガード』
  - キャスリーン・クインラン - 『アポロ13』
  - キーラ・セジウィック - 『愛に迷った時』
  - ケイト・ウィンスレット - 『いつか晴れた日に』

### テレビ

#### 主演男優賞（ドラマ部門）
- ジミー・スミッツ - 『NYPDブルー』
  - ダニエル・ベンザリ - Murder One
  - ジョージ・クルーニー - 『ER緊急救命室』
  - アンソニー・エドワーズ - 『ER緊急救命室』
  - デイヴィッド・ドゥカヴニー - 『Xファイル』

#### 主演男優賞（ミュージカル・コメディ部門）
- ケルシー・グラマー - 『そりゃないぜ!? フレイジャー』
  - ティム・アレン - Home Improvement
  - ギャリー・シャンドリング - The Larry Sanders Show
  - ジェリー・サインフェルド - 『となりのサインフェルド』
  - ポール・ライザー - 『あなたにムチュー』

#### 主演男優賞（ミニシリーズ・テレビ映画部門）
- ゲイリー・シニーズ - 『プレジデント・トルーマン』
  - アレック・ボールドウィン - 『欲望という名の電車』
  - チャールズ・S・ダットン - The Piano Lesson
  - ローレンス・フィッシュバーン - 『ブラインド・ヒル』
  - ジェームズ・ウッズ - 『誘導尋問』

#### 主演女優賞（ドラマ部門）
- ジェーン・シーモア - 『ドクタークイン 大西部の女医物語』
  - ジリアン・アンダーソン - 『Xファイル』
  - キャシー・ベイカー - 『ピケット・フェンス』
  - ヘザー・ロックリア - 『メルローズ・プレイス』
  - シェリー・ストリングフィールド - 『ER緊急救命室』

#### 主演女優賞（ミュージカル・コメディ部門）
- シビル・シェパード - Cybill
  - キャンディス・バーゲン - 『TVキャスター マーフィー・ブラウン』
  - エレン・デジェネレス - Ellen
  - フラン・ドレシャー - The Nanny
  - ヘレン・ハント - 『あなたにムチュー』

#### 主演女優賞（ミニシリーズ・テレビ映画部門）
- ジェシカ・ラング - 『欲望という名の電車』
  - グレン・クローズ - 『アーミー・エンジェル』
  - ジェイミー・リー・カーティス - 『ハイジ・クロニクル/明日を信じて』
  - サリー・フィールド - 『ベス/愛の軌跡』
  - リンダ・ハミルトン - 『マザーズ・プレイヤー』

#### 作品賞（ドラマ部門）
- 『サンフランシスコの空の下』
  - 『シカゴ・ホープ』
  - 『ER緊急救命室』
  - Murder One
  - 『NYPDブルー』

#### 作品賞（ミュージカル・コメディ部門）
- Cybill
  - 『そりゃないぜ!? フレイジャー』
  - 『フレンズ』
  - 『あなたにムチュー』
  - 『となりのサインフェルド』

#### 作品賞（ミニシリーズ・テレビ映画部門）
- 『誘導尋問』
  - 『ロシア52人虐殺犯/チカチーロ』
  - 『ハイジ・クロニクル/明日を信じて』
  - 『アーミー・エンジェル』
  - 『プレジデント・トルーマン』

#### 助演男優賞
- ドナルド・サザーランド - 『ロシア52人虐殺犯/チカチーロ』
  - サム・エリオット - 『バッファロー・ガールズ』
  - トム・ハルス - 『ハイジ・クロニクル/明日を信じて』
  - デヴィッド・ハイド・ピアース - 『そりゃないぜ!? フレイジャー』
  - ヘンリー・トーマス - 『誘導尋問』

#### 助演女優賞
- シャーリー・ナイト - 『誘導尋問』
  - クリスティーン・バランスキー - Cybill
  - ジュディ・デイヴィス - 『アーミー・エンジェル』
  - メラニー・グリフィス - 『バッファロー・ガールズ』
  - リサ・クドロー - 『フレンズ』
  - ジュリアナ・マルグリーズ - 『ER緊急救命室』